# Кастель-д'Аріо
Кастель-д'Аріо (італ. Castel d'Ario) — муніципалітет в Італії, у регіоні Ломбардія,  провінція Мантуя.
Кастель-д'Аріо розташований на відстані близько 390 км на північ від Рима, 145 км на схід від Мілана, 15 км на схід від Мантуї.
Населення — 4762 особи (2014).

## Демографія
Населення за роками:

Станом на 1 січня 2023 року в муніципалітеті офіційно проживало 739 іноземців з 37 країн, серед них 285 громадян країн Євросоюзу та 5 громадян України.

## Сусідні муніципалітети
- Бігарелло
- Ронкоферраро
- Сорга
- Віллімпента